# Hyaenosa effera
Hyaenosa effera is een spinnensoort in de taxonomische indeling van de wolfspinnen (Lycosidae).
Het dier behoort tot het geslacht Hyaenosa. De wetenschappelijke naam van de soort werd voor het eerst geldig gepubliceerd in 1872 door Octavius Pickard-Cambridge.